# Euriphene atossa
Euriphene atossa är en fjärilsart som beskrevs av William Chapman Hewitson 1865. Euriphene atossa ingår i släktet Euriphene och familjen praktfjärilar. Inga underarter finns listade i Catalogue of Life.

## Bildgalleri

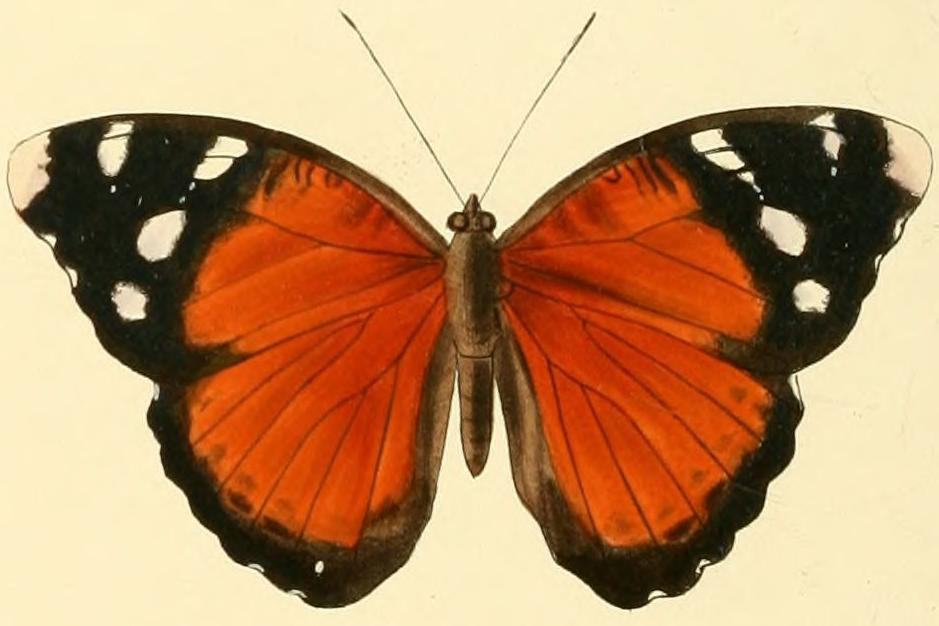
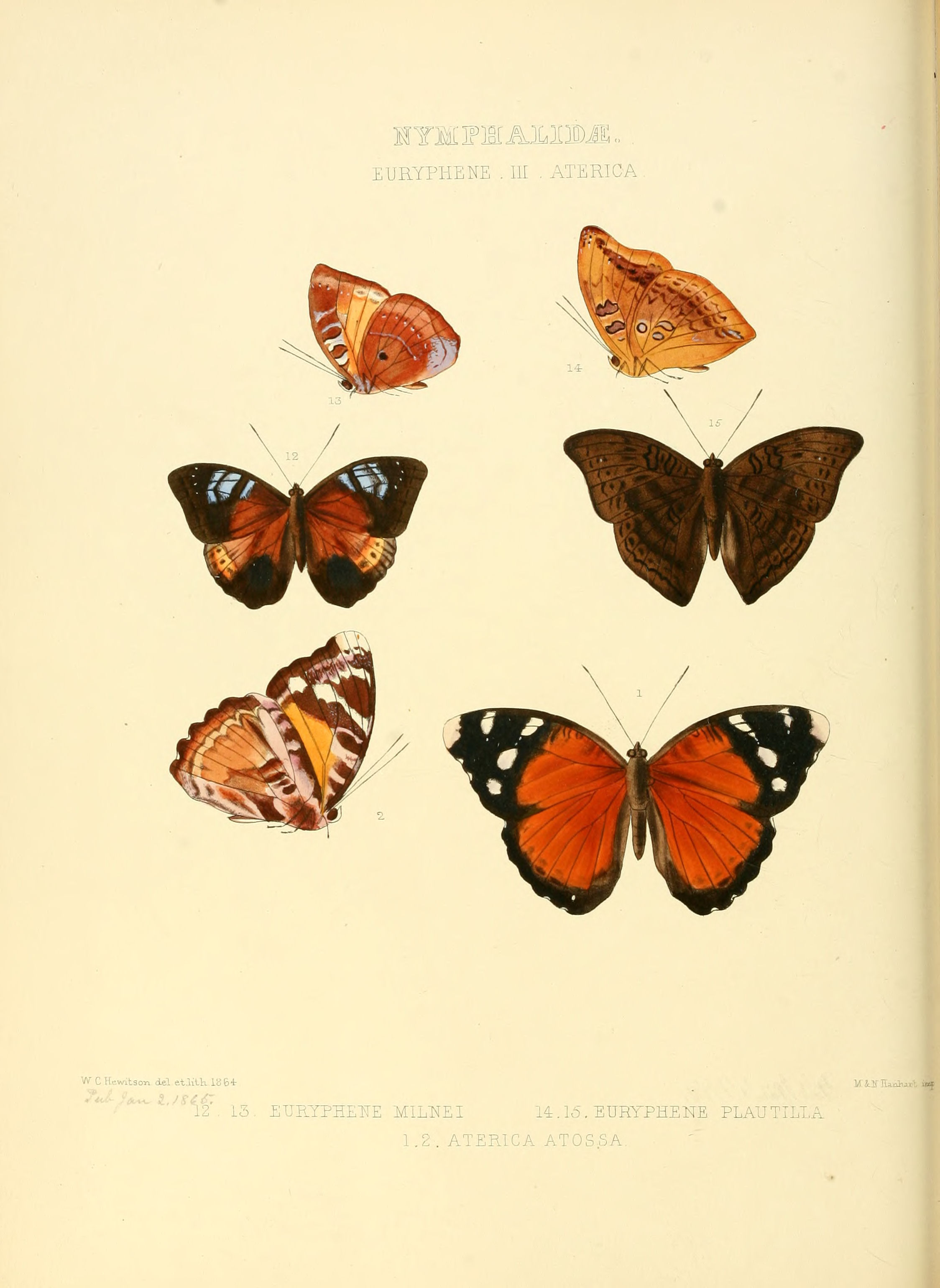